# Nationalpark Calilegua
Der Nationalpark Calilegua ist ein 76.300 Hektar großes Schutzgebiet in der argentinischen Provinz Jujuy mit einem subtropischen Bergnebelwald am östlichen Hang der Anden. Der 1979 gegründete Nationalpark liegt im äußersten Nordwesten des Landes und wurde eingerichtet, um die Biodiversität des Yunga-Ökosystems zu bewahren.

## Lage
In der Nähe des Parks befinden sich die Orte Libertador General San Martín und Calilegua. Der Park erstreckt sich vom hügeligen Gebirgsvorland auf 400 m bis in die Gebirgsregionen der Sierras de Calilegua auf 3000 m Höhe.

## Klima
Das Klima ist subtropisch und weist bereits tropische Einflüsse auf, wie eine ausgeprägte Regenzeit im Sommer und eine Regenzeit im Winter. Nur vier Monate im Jahr weisen eine Durchschnittstemperatur unter 18 °C auf. Das Klima wird als tropisches Osteinseitenklima mit Monsuneinfluss (Cwa  gemäß Köppen-Geiger-Klassifikation) beschrieben.
Der Park liegt am Rande der Anden und erhält daher in hohem Maße Steigungsniederschlag. Weiter im Osten geht das Gelände in den Trockenwald des Gran Chaco über, der ein deutlich trockeneres Klima aufweist und nur die Hälfte der Niederschlagsmenge erhält, jedoch mit ähnlicher saisonaler Verteilung.
Mit zunehmender Höhe werden die Niederschläge stärker, die Temperaturen niedriger und Nachtfrost häufiger.
|                        | Jan  | Feb  | Mär  | Apr  | Mai  | Jun  | Jul  | Aug  | Sep  | Okt  | Nov  | Dez  |   |      |
| Mittl. Temperatur (°C) | 23,8 | 23,2 | 21,6 | 18,9 | 15,1 | 12,8 | 12,2 | 15,2 | 18,7 | 21,8 | 22,8 | 23,5 | ⌀ | 19,1 |
| Mittl. Tagesmax. (°C)  | 28,4 | 27,6 | 25,5 | 22,8 | 19,4 | 18,1 | 18,4 | 22,4 | 25,9 | 28,0 | 28,5 | 28,4 | ⌀ | 24,4 |
| Mittl. Tagesmin. (°C)  | 19,4 | 19,1 | 18   | 11,0 | 7,8  | 6,6  | 8,5  | 11,9 | 15,3 | 16,0 | 17,5 | 18,9 | ⌀ | 14,1 |
|                        |      |      |      |      |      |      |      |      |      |      |      |      |   |      |
| Niederschlag (mm)      | 237  | 250  | 290  | 212  | 114  | 57   | 36   | 27   | 39   | 111  | 176  | 253  | Σ | 1802 |
|                        |      |      |      |      |      |      |      |      |      |      |      |      |   |      |
| Sonnenstunden (h/d)    | 8,2  | 7,4  | 4,9  | 3,8  | 5,4  | 5,8  | 7,1  | 8,4  | 8,7  | 7,7  | 8,1  | 8,0  | ⌀ | 7    |
|                        |      |      |      |      |      |      |      |      |      |      |      |      |   |      |
| Regentage (d)          | 13   | 13   | 16   | 15   | 13   | 9    | 6    | 4    | 5    | 9    | 11   | 12   | Σ | 126  |
|                        |      |      |      |      |      |      |      |      |      |      |      |      |   |      |
| Luftfeuchtigkeit (%)   | 78   | 80   | 85   | 86   | 86   | 85   | 77   | 66   | 56   | 64   | 66   | 76   | ⌀ | 75,4 |

| 19,4 |

| 19,1 |

| 18 |

| 11,0 |

| 7,8 |

| 6,6 |

| 8,5 |

| 11,9 |

| 15,3 |

| 16,0 |

| 17,5 |

| 18,9 |

| 19,4 |

| 19,1 |

| 18 |

| 11,0 |

| 7,8 |

| 6,6 |

| 8,5 |

| 11,9 |

| 15,3 |

| 16,0 |

| 17,5 |

| 18,9 |

## Flora
Der Park teilt sich in unterschiedliche höhenabhängige Vegetationsstufen.
Die Selva pedemontano (Vorgebirgswald) stellt den Übergang vom trockenen Chaco in den feuchten Bergwald dar. Das Klima ist heiß, aber deutlich feuchter als im Chaco. Viele der Arten sind auch in den angrenzenden Trockenwäldern zu finden, einige Bäume werfen ihr Laub in der kurzen Trockenzeit ab. Epiphyten und Lianen sind häufig anzutreffen. 
Die Selva montana ist ein Wolkenwald mit noch deutlichen Stockwerksaufbau. Starker Bewuchs mit Epiphyten. Vor allem Tillandsien sind häufig. 
Der Bosque montano (Bergwald) ist ein Nebelwald aus niedrigen Bäumen und Büschen, Nachtfröste sind häufig. Die Zahl der Epiphyten geht wieder deutlich zurück.
Der Pastizal de neblina ist eine Vegetationsform offenen Grasland.

## Fauna
Zur Tierwelt des Parks gehören etwa 500 Vogelarten; das sind 50 Prozent aller Vogelarten Argentiniens. Zu den Säugetieren, die im Nationalpark anzutreffen sind, gehören Jaguar, Puma und Ozelot.

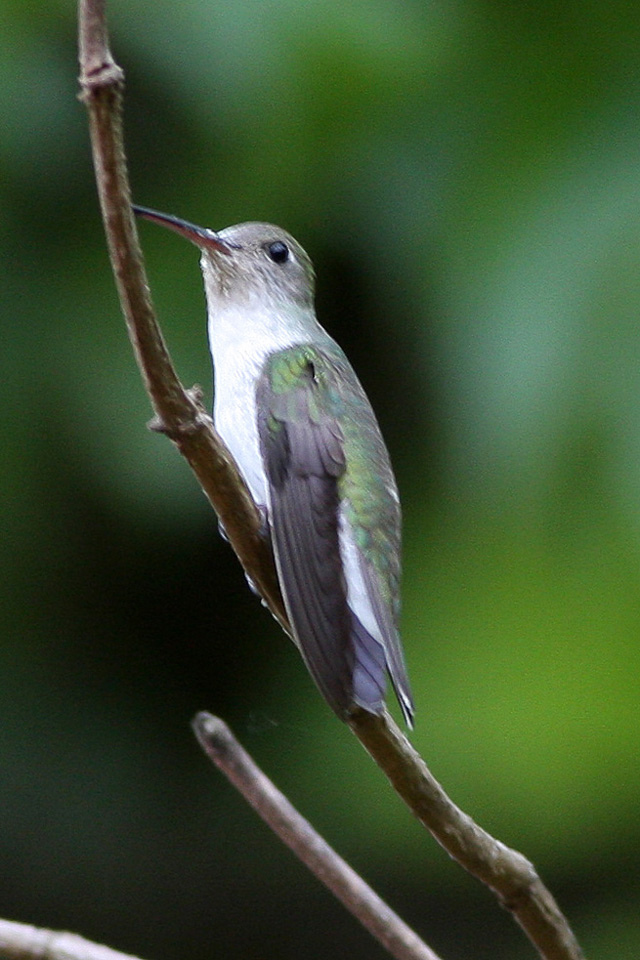
Weißbauchamazilie
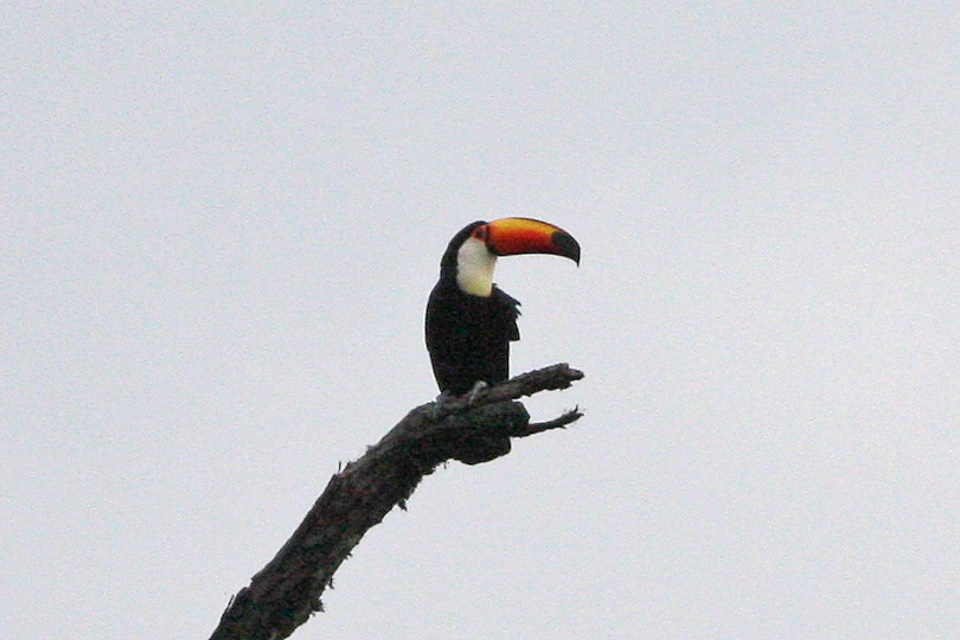
Riesentukan
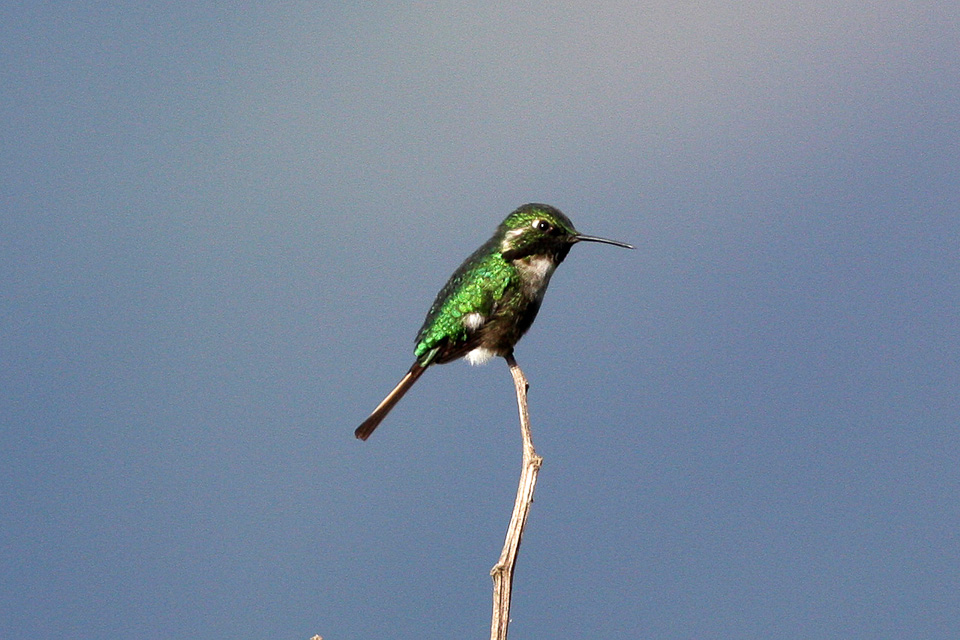
Rotbart-Sternkolibri
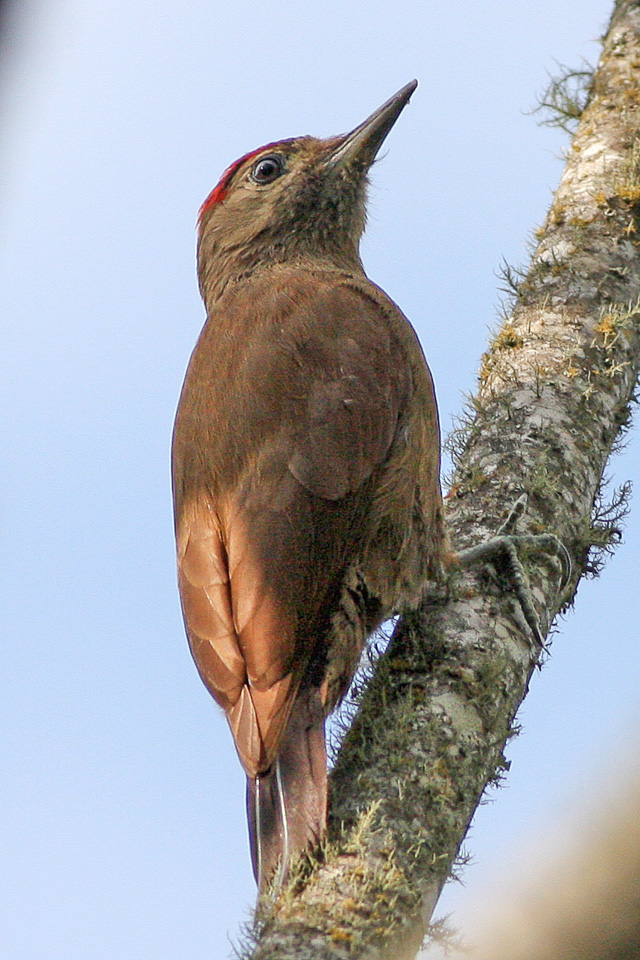
Rauchbrauner Specht

## Erreichbarkeit
Durch den Park führt eine Provinzstraße an der kleinere Wanderwege liegen. Durch die Nähe zum Ort Libertador General San Martín ist der Park auch mit öffentlichen Verkehrsmitteln und Taxis einfach zu erreichen.

## Galerie

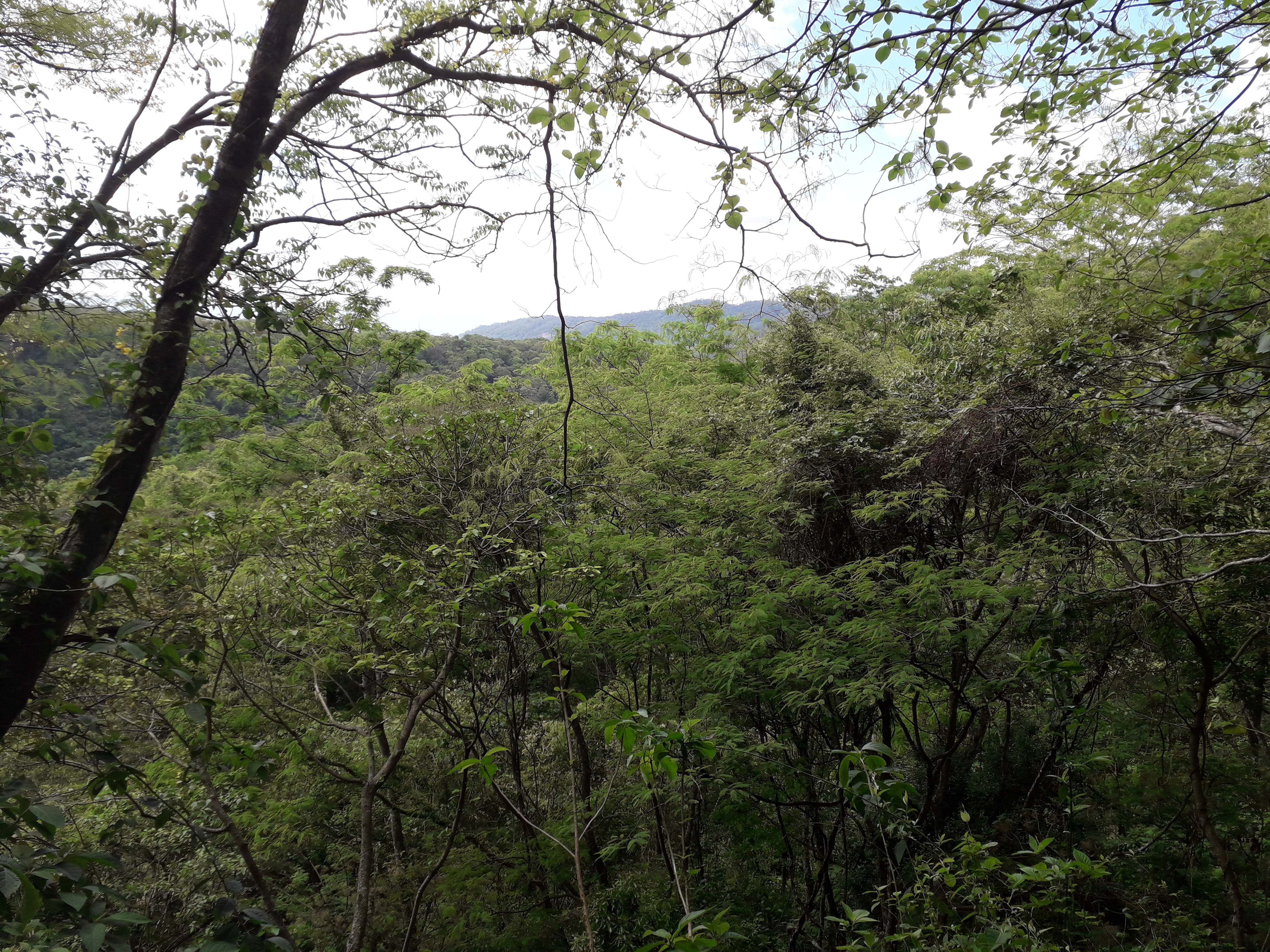
Selva Premontano im unteren Teil des Parks
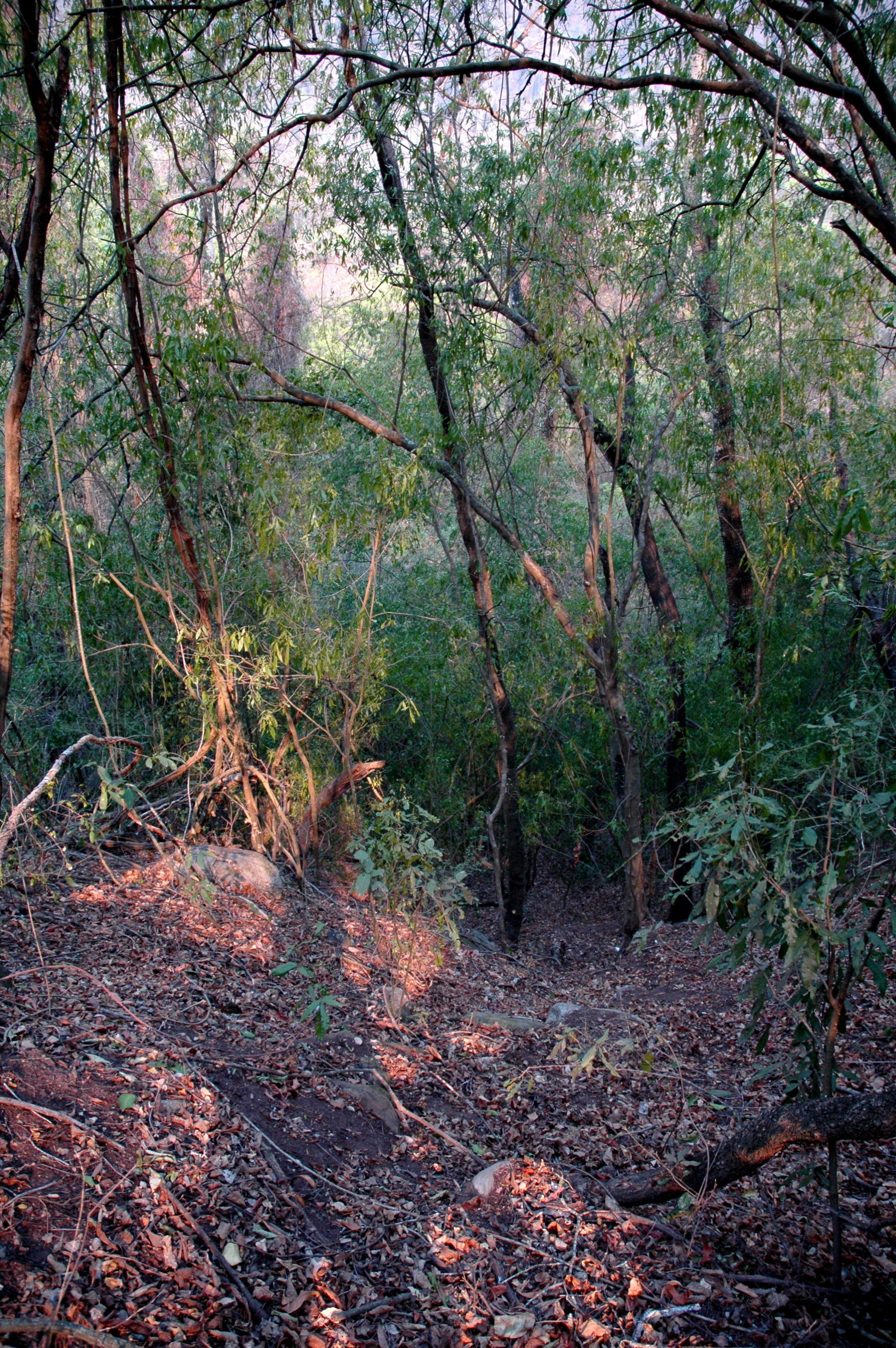
Waldgebiet im Nationalpark Calilegua
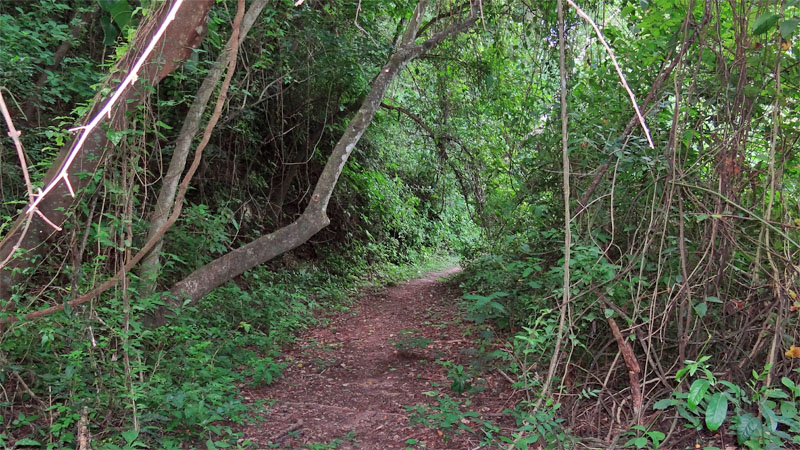
Wanderweg El Pedemontano
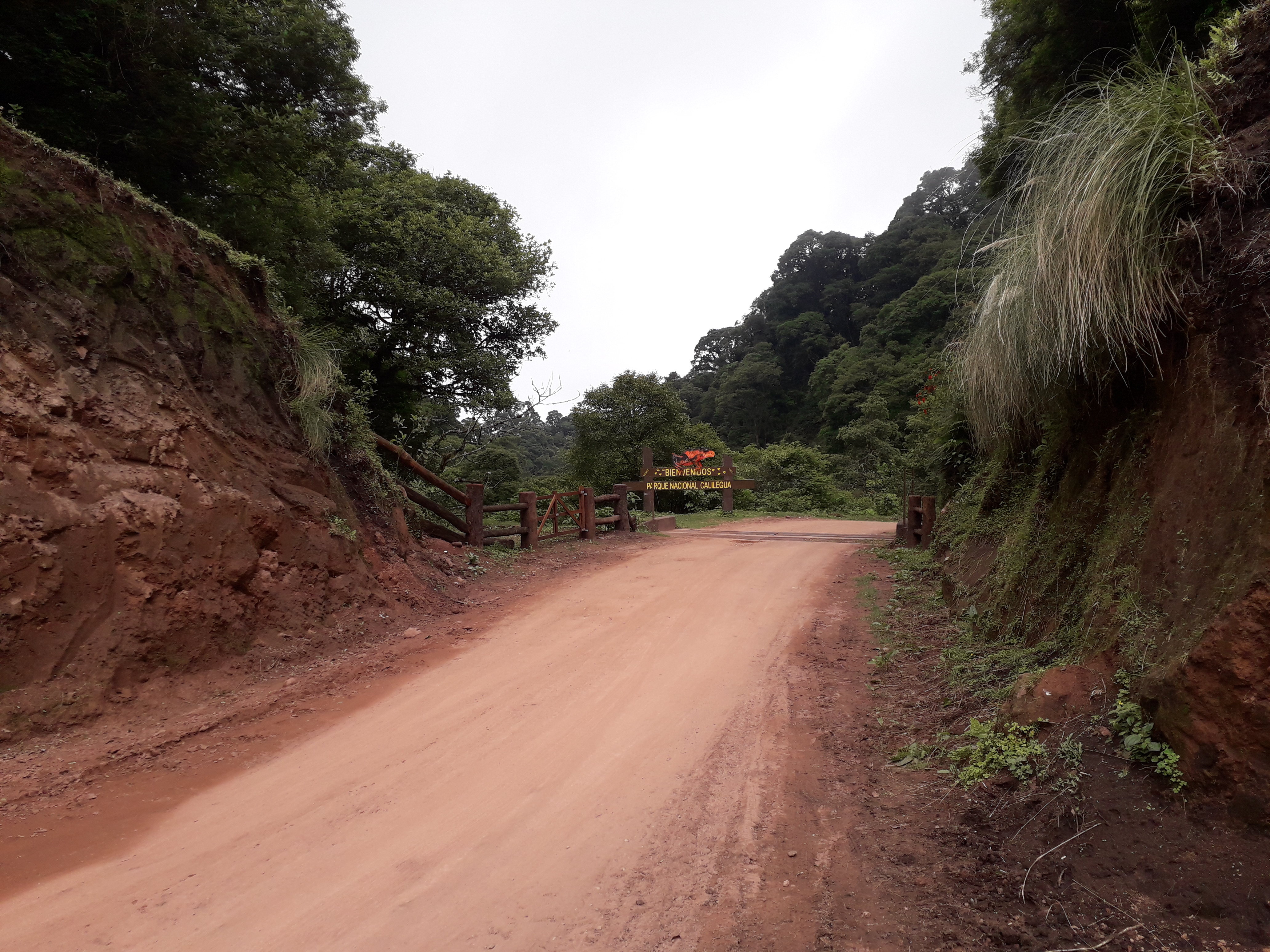
Eingangsbereich des Parks
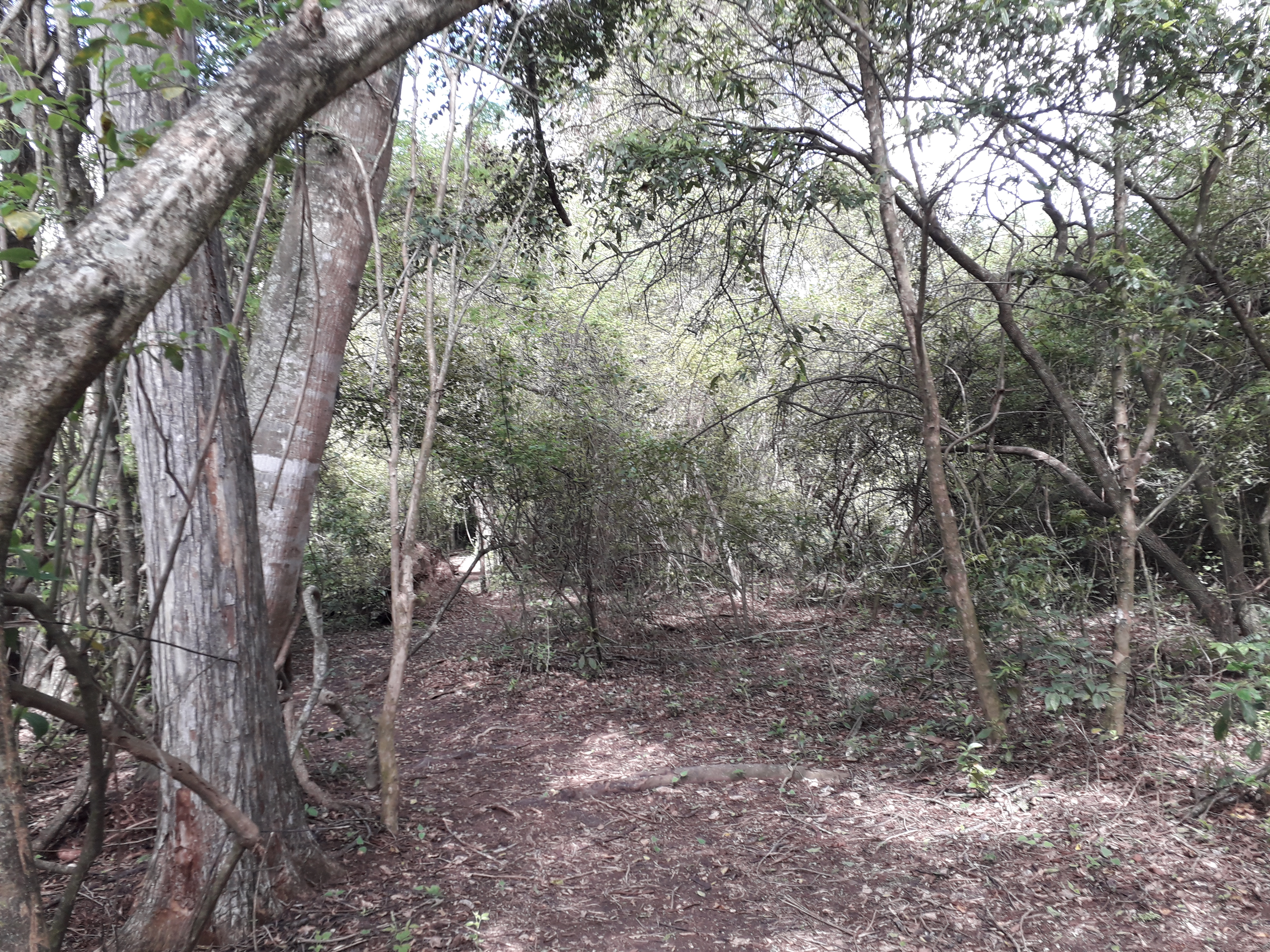
Am Ende der Trockenzeit im unteren Teil des Parks